# Honungsskivling
Honungsskivling eller sydlig honungsskivling (Armillaria mellea) är en grupp svampar i släktet honungsskivlingar och familjen Marasmiaceae. Honungsskivlingar är ett komplex med cirka sex arter i Norden.

## Utseende och storlek
Foten blir 5–15 cm hög och hatten upp till 18 cm vid. Svampens mycel kan bli mycket stort. Mycelet hos de största kända exemplaren av vissa arter har brett ut sig över områden som omfattar flera kvadratkilometer och uppnått en uppskattad vikt på över 100 ton. Dessa exemplar har påträffats i skogar i Nordamerika och bedöms vara de största levande organismerna på jorden.
Honungsskivlingens mycel är svagt självlysande, vilket kan iakttas i mörker. Fenomenet, som kallas bioluminiscens, har givit upphov till beteckningen "lysved" eller "trollved" för död ved som blivit självlysande på grund av svampangrepp.

## Växtsätt
Svampen växer i klungor eller som enstaka exemplar på stubbar, stockar och pinnar och kan även parasitera på rötter och stammar av levande löv- och barrträd, samt på buskar. Den är en stor skadegörare på gran, men angriper ofta även tall och contortatall. Svampen bedöms orsaka årliga skador för miljardbelopp inom den europeiska skogsindustrin. Honungsskivlingens angrepp ger upphov till så kallad vitröta. Angripna växter dödas som regel förr eller senare av svampen. Den effektivaste åtgärden för att hindra honungsskivlingens spridning är att röja undan stubbar och större vedrester i samband med avverkning.
Honungsskivlingen sprider sig genom sporer och genom svarta, snörliknande mycelsträngar (så kallade rhizomorfer). Spridningen sker huvudsakligen genom rhizomorfer. Dessa breder ut sig under markytan och kan infektera nya träd och buskar genom kontakt med deras rötter. Träd som försvagats genom skador, torka eller sjukdom är särskilt mottagliga för sådana angrepp. Spridningen genom sporer är betydelsefull främst därför att svampen därigenom kan sprida sig till avlägsna, tidigare helt oinfekterade områden dit rhizomorferna, vars tillväxttakt är cirka en meter per år, inte kan nå.

## Användning som matsvamp
Flera arter av honungsskivlingen är ätliga, men de är mycket svåra att skilja från den giftiga mörkfjälliga honungsskivlingen. Honungsskivlingarna ska aldrig ätas råa, utan tillredas med omsorg. På grund av risk för överkänslighet bör endast små mängder förtäras första gången man äter svampen. Den kan ibland orsaka magbesvär.
I Sverige råder det skilda meningar om honungsskivlingens värde som matsvamp. I viss litteratur anges att svampen är ätlig, eller till och med god, medan det i andra böcker görs gällande att den är olämplig att äta eftersom den kan vara svårsmält. I många andra länder, framförallt i östra Europa, är emellertid honungsskivlingen är en mycket uppskattad matsvamp som ofta används till inläggning.